# Towarzystwo Śpiewu Harmonia w Krobi
Towarzystwo Śpiewu Harmonia – chór męski działający w Krobi, powstały w 1908. 

## Osiągnięcia i nagrody
Turniej Chórów Męskich w Chrzanowie - II miejsce (1997) i wyróżnienie (1999), odznaka Za Zasługi dla Województwa Leszczyńskiego, Złota Odznaka Honorowa z Wieńcem Laurowym Polskiego Związku Chórów i Orkiestr.